# درد شکمی
درد شکمی یا شکم درد یا دل درد (به انگلیسی: Abdominal pain) می‌تواند یکی از نشانه‌های مرتبط با اختلالات گذرا یا بیماری‌های جدی باشد. بیان یک تشخیص قطعی از علت درد شکم می‌تواند مشکل باشد، زیرا بسیاری از بیماری‌ها می‌توانند به این علامت منجر شوند. در اغلب موارد درد شکمی خوش خیم یا گذرا می‌باشد لیکن گاهی نیاز به مداخله فوری متخصصان وجود دارد.
البته باید دقت کرد که درد شکمی یا دل درد در زبان عامیانه به درد نواحی دور ناف گفته می‌شود و به درد ناحیه فوقانی میانی شکم یا درد اپی گاستر درد سردل گفته می‌شود. شایعترین منشا درد اپی گاستر، معده و شایعترین منشا درد دور ناف، روده است.

## تشخیص‌های افتراقی
- دستگاه گوارش

- التهابی : اسهال و استفراغ، آپاندیسیت، ورم معده، مری، دیورتیکولیت، بیماری کرون، کولیت اولسراتیو، کولیت میکروسکوپی
- انسدادی : فتق، چسبندگی پس از جراحی، تومورها، یبوست شدید، هموروئید
- عروقی : آمبولی، ترومبوز، خونریزی، آنژین شکمی، سندرم پاسچر ارتواستاتیک تاکیکاردی
- گوارشی : زخم‌های گوارشی، عدم تحمل لاکتوز، بیماری سلیاک، حساسیت‌های غذایی

- سیستم صفراوی

- التهابی : صفرا
- انسدادی : تومورها

- کبد

- التهابی : هپاتیت، آبسه کبد

- پانکراس

- التهابی : پانکراتیت

- کلیوی

- التهابی : پیلونفریت، عفونت مثانه
- انسدادی : سنگ کلیه، احتباس ادراری
- عروقی : انتراپمنت ورید کلیه چپ

- زنان و زایمان

- التهابی : بیماریهای التهابی لگن
- مکانیکی : پیچ خوردگی تخمدان
- تومور : اندومتریوز، فیبروئید، کیست تخمدان، سرطان تخمدان
- بارداری : حاملگی خارج از رحمی، پارگی رحمی، خطر سقط جنین